# Kryptonesticus henderickxi
Espèce
Synonymes
- Nesticus henderickxi Bosselaers, 1998

Kryptonesticus henderickxi est une espèce d'araignées aranéomorphes de la famille des Nesticidae.

## Distribution
Cette espèce est endémique de Crète en Grèce. Elle se rencontre à Kournás vers 250 m d'altitude dans la grotte de Kournás.

## Description
Le mâle holotype mesure 2,13 mm et la femelle paratype 2,97 mm. Cette araignée est anophtalme.

## Étymologie
Cette espèce est nommée en l'honneur de Hans Henderickx.

## Publication originale
- Bosselaers, 1998 : Nesticus henderickxi (Araneae, Nesticidae), a new blind troglobitic spider from Crete. Bulletin of the British Arachnological Society, vol. 11, no 1, p. 9-14.